# روب روي (فلم)
روب روي (بالإنجليزية: Rob Roy) هو فيلم دراما تاريخي من إخراج مايكل كايتون-جونز وبطولة ليام نيسون في دور روب روي ماكغريغور، جيسيكا لانج، جون هرت، تيم روث، إريك ستولتز، براين كوكس وجيسون فليمينغ.عرض الفيلم في الولايات المتحدة في 7 أبريل 1995.

## روابط خارجية
- مقالات تستعمل روابط فنية بلا صلة مع ويكي بيانات